# Småstadsliv 3
Småstadsliv 3 är en svensk film från 2010 i regi av Christer Johansson.

## Om filmen
Inspelningen ägde rum i Hälsingland och i Hudiksvalls tingsrätt efter ett manus av Johansson och Christian Wallin och med Peter Rox Ericsson som producent. Filmen hade premiär den 27 februari 2010.

## Handling
I Hälsingland driver den sjukskrivne viltvårdaren Örjan en kamp mot vargen och familjen Andersson åker och campar.

## Rollista
- Christer Johansson
- Christian Wallin
- Martina Olsson
- Martin Göransson
- Hans Berg
- Göran Sjöberg
- Christoffer Ström
- Rebecka Kjaernet